# Kyle Kaplan
Kyle Joseph Kaplan (Los Angeles, 16 luglio 1990) è un attore statunitense, comparso soprattutto in alcuni episodi di serie televisive, tra cui CSI: Miami, Hannah Montana e The War at Home.
Ha esordito tra il 2004 e il 2005 in cortometraggi e film horror o di fantascienza, per poi dedicarsi (dal 2006) quasi esclusivamente alla televisione con le uniche eccezioni di Let Me Count the Ways e della commedia Drillbit Taylor, attualmente in post-produzione.

## Filmografia

### Cinema
- Pee Shy, regia di Deb Hagan - cortometraggio (2004)
- Monarch of the Moon, regia di Richard Lowry (2005)
- Natural Born Salesman, regia di Beth Pacunas - cortometraggio (2005)
- First Day, regia di Jacob Shelton - cortometraggio (2005)
- The Beast of Bray Road, regia di Leigh Scott (2005)
- Let Me Count the Ways, regia di Vito J. Giambalvo (2006)
- Romantic Weirdos and the Land of Oddz, regia di Joe Perry (2007)
- Drillbit Taylor - Bodyguard in saldo (Drillbit Taylor), regia di Steven Brill (2008)
- Wild Cherry, regia di Dana Lustig (2009)
- Just Peck, regia di Michael A. Nickles (2009)

### Televisione
- Grand Union, regia di Gary Halvorson - film TV (2006)
- You've Reached the Elliotts, regia di Pamela Fryman - film TV (2006)
- The Bernie Mac Show – serie TV, episodio 5x16 (2006)
- CSI: Miami – serie TV, episodio 4x15 (2006)
- Zoey 101 – serie TV, episodio 2x08 (2006)
- Hannah Montana – serie TV, episodi 1x02-1x08 (2006)
- Tim Stack's Family Vacation – serie TV, episodio 1x01 (2007)
- The War at Home – serie TV, episodi 2x14-2x15-2x19 (2007)
- The Winner – serie TV, episodio 1x05 (2007)
- The Riches – serie TV, episodio 2x02 (2008)
- The Oaks – serie TV, episodio 1x00 (2008)
- 10 cose che odio di te (10 Things I Hate About You) – serie TV, 12 episodi (2009-2010)
- Miss Behave – serie TV, 5 episodi (2011)
- The Problem Solverz – serie TV, 16 episodi (2011)

## Doppiatori italiani
Nelle versioni in italiano dei suoi lavori, Kyle Kaplan è stato doppiato da:
- Paolo Vivio in 10 cose che odio di te